# يوروكوبتر إيه إس 550 فنك
يوروكوبتر إيه إس 550 فنك / إيه إس 555 فنك2 هي مروحيات عسكرية متعددة الأغراض تتميز بخفة وزنها مصنعة من قبل مجموعة يوروكوبتر. مزودة بالأسلحة المحورية والصواريخ وغيرها من الذخائر المختلفة وطوربيدات.

## البلدان التي تستعملها
- - الجزائر : الشرطة الجزائرية
- - الأرجنتين : البحرية الأرجنتينية
- - البرازيل : الجيش البرازيلي
- - كولومبيا: القوات البحرية الكولومبية
- - الدنمارك :الجيش الملكي الدنماركي
- - الإكوادور: القوات الجوية الإكوادورية
- - فرنسا : القوات الجوية الفرنسية ,الجيش الفرنسي
- - ماليزيا :البحرية الملكية الماليزية
- - المكسيك : القوات البحرية المكسيكية، الشرطة المكسيكية
- - باكستان :الجيش الباكستاني

## المواصفات التقنية
الصفات العامة

## الخصائص العامة
- -الطاقم : 02/01
- -الوزن (فارغ) : 1241 كلغ
- -الوزن (كامل) : 2250 كلغ، أو 2800 كلغ مع تحميل خارجي
- -الطول : 12.94 متر (42.45 قدم)
- -الطول : 3.24 متر (10.63 قدم)
- -محيط الدوران : 10.69 متر (35.07 قدم)
- -المحرك : 1 × توبوميكا Arriel 2B أو التوربيني 2B1، 632

## الأداء
- -السرعة القصوى : 259 كلم / ساعة
- -نصف قطر دائرة العمليات : 328 كم
- -مدة الرحلة : 4 ساعة 18 دقيقة

## مروحيات شبيهة
- -بيل 206
- - PZL SW-4

## وصلات خارجية
- الموقع الرسمي
- AS 550 Fennec
- Danish AS 550 Fennec